# انور حبیب‌زاده بوکانی
انور حبیب‌زاده بوکانی (زادهٔ ۱۳۳۶ در شهر بوکان) نماینده دوره‌های پنجم، هفتم و یازدهم مجلس شورای اسلامی از حوزه انتخابیه بوکان بوده است.

## زندگی‌نامه
انور حبیب زاده بوکانی، فرزند حاج مصطفی از خانواده‌ای نسبتأ مذهبی و سرشناس در بوکان متولد شد. تحصیلات دوران ابتدایی، راهنمایی و متوسطه را در همان شهر به اتمام رساند. سپس در دبیرستان‌های بوکان مدتی به تدریس مشغول بود.
بعدها مسئولیت ادارات بازرگانی و تربیت بدنی را همزمان در بوکان به عهده داشت. سپس به مدت چند سال شهردار اشنویه شد. انور حبیب زاده بوکانی معروف به «حاجی» یا «حاجی انور» در دوره پنجم و هفتم بعنوان نماینده شهرستان بوکان انتخاب شد.
مجدد او توانست در یازدهمین دوره مجلس شورای اسلامی در ۲ اسفند سال ۱۳۹۸  راهی بهارستان شود.

## فعالیت‌ها
- رایزن اقتصادی ایران در کردستان عراق
- مشاور سابق وزیر بازرگانی
- شهردار سابق اشنویه
- رئیس اداره تربیت بدنی شهرستان بوکان
- رئیس اداره بازرگانی شهرستان بوکان
- نماینده ادوار مجلس در دوره‌های پنجم و هفتم و یازده هم

در دوره یازدهم مجلس شورای اسلامی، انورحبیب زاده بوکانی به‌عنوان نمایندهٔ مردم بوکان انتخاب شد.